# Chênois Genève Volleyball 2019-2020
Questa voce raccoglie le informazioni riguardanti lo Chênois Genève Volleyball nella stagione 2019-2020.

## Organigramma societario
Area direttiva
- Presidente: Philippe Tischhauser

Area tecnica
- Allenatore: Carlos Carreño
- Secondo allenatore: Michel Lamas, Olivier Huber
- Scoutman: Margot Blazy, Marjorie Chanzy

Area medica
- Fisioterapista: Fiona Claudel, Lino Cecchin

## Rosa
| N° | Nome                | Ruolo | Data di nascita | Nazionalità sportiva |
| -- | ------------------- | ----- | --------------- | -------------------- |
| 1  | Gil Hofmans         | O     | 2 maggio 1997   | Belgio               |
| 2  | Robin Rey           | P     | 3 febbraio 1997 | Svizzera             |
| 3  | Joud Cazeaux        | L     | 20 agosto 2001  | Svizzera             |
| 4  | Antonio dos Santos  | O     | 3 gennaio 1999  | Svizzera             |
| 5  | Damien Jaquet       | C     | 8 giugno 1994   | Svizzera             |
| 6  | Edin Musabegović    | C     | 14 luglio 1989  | Serbia               |
| 8  | Quentin Zeller      | S     | 29 marzo 1994   | Svizzera             |
| 9  | Luka Šormaz         | P     | 7 giugno 1989   | Bosnia ed Erzegovina |
| 10 | Yann Prönnecke      | L     | 21 aprile 1996  | Svizzera             |
| 11 | Nenad Šormaz        | S     | 19 marzo 1992   | Bosnia ed Erzegovina |
| 12 | Dušan Stojsavljević | S     | 31 agosto 1989  | Serbia               |
| 15 | Ruï dos Santos      | C     | 24 marzo 1984   | Portogallo           |
| 17 | Denis Abramov       | S     | 28 ottobre 1999 | Svizzera             |

## Risultati

### Lega Nazionale A

#### Girone di andata
| 1ª giornata - 12 ottobre 2019 Centre Sportif Sous-Moulin, Thônex  | Chênois     | 3 - 0 | Traktor Basilea | 26-24, 25-22, 25-22               |
| 2ª giornata - 18 ottobre 2019 Linthhalle SGU, Näfels              | Näfels      | 1 - 3 | Chênois         | 25-22, 20-25, 20-25, 22-25        |
| 4ª giornata - 27 ottobre 2019 Bahnhofhalle, Lucerna               | Lucerna     | 3 - 0 | Chênois         | 25-23, 25-18, 32-30               |
| 5ª giornata - 2 novembre 2019 Centre Sportif Sous-Moulin, Thônex  | Chênois     | 3 - 0 | Lutry-Lavaux    | 25-22, 25-17, 29-27               |
| 6ª giornata - 9 novembre 2019 Sporthalle Tellenfeld, Amriswil     | Amriswil    | 3 - 2 | Chênois         | 25-21, 15-25, 25-13, 17-25, 15-11 |
| 7ª giornata - 16 novembre 2019 Betoncoupe Arena, Schönenwerd      | Schönenwerd | 3 - 0 | Chênois         | 25-18, 25-15, 25-16               |
| 8ª giornata - 23 novembre 2019 Centre Sportif Sous-Moulin, Thônex | Chênois     | 3 - 1 | Jona            | 25-21, 25-27, 25-21, 25-20        |
| 9ª giornata - 30 novembre 2019 University Sports Hall, Losanna    | Losanna UC  | 3 - 1 | Chênois         | 25-21, 25-18, 21-25, 25-19        |

#### Girone di ritorno
| 10ª giornata - 7 dicembre 2019 Sporthalle Rankhof, Basilea         | Traktor Basilea | 1 - 3 | Chênois     | 25-21, 19-25, 21-25, 18-25        |
| 11ª giornata - 14 dicembre 2019 Centre Sportif Sous-Moulin, Thônex | Chênois         | 3 - 2 | Näfels      | 27-25, 25-27, 21-25, 25-17, 15-12 |
| 13ª giornata - 4 gennaio 2020 Centre Sportif Sous-Moulin, Thônex   | Chênois         | 1 - 3 | Lucerna     | 27-25, 22-25, 22-25, 19-25        |
| 14ª giornata - 11 gennaio 2020 Salle de Sport de Corsy, Lutry      | Lutry-Lavaux    | 0 - 3 | Chênois     | 12-25, 17-25, 14-25               |
| 15ª giornata - 18 gennaio 2020 Centre Sportif Sous-Moulin, Thônex  | Chênois         | 3 - 1 | Amriswil    | 25-22, 25-21, 23-25, 25-20        |
| 16ª giornata - 25 gennaio 2020 Centre Sportif Sous-Moulin, Thônex  | Chênois         | 0 - 3 | Schönenwerd | 24-26, 15-25, 16-25               |
| 17ª giornata - 1º febbraio 2020 Sportcenter Grünfeld, Jona         | Jona            | 1 - 3 | Chênois     | 18-25, 27-29, 25-18, 21-25        |
| 18ª giornata - 8 febbraio 2020 Centre Sportif Sous-Moulin, Thônex  | Chênois         | 3 - 2 | Losanna UC  | 25-18, 21-25, 20-25, 25-23, 15-13 |

#### Play-off scudetto
| Quarti di finale (gara 1) - 15 febbraio 2020 Centre Sportif Sous-Moulin, Thônex | Chênois    | 3 - 1 | Losanna UC | 25-17, 29-27, 20-25, 25-22 |
| Quarti di finale (gara 2) - 22 febbraio 2020 University Sports Hall, Losanna    | Losanna UC | 3 - 0 | Chênois    | 25-23, 25-18, 25-18        |
| Quarti di finale (gara 3) - 26 febbraio 2020 Centre Sportif Sous-Moulin, Thônex | Chênois    | 1 - 3 | Losanna UC | 32-34, 25-23, 22-25, 21-25 |
| Quarti di finale (gara 4) - 29 febbraio 2020 University Sports Hall, Losanna    | Losanna UC | 3 - 0 | Chênois    | 25-17, 25-19, 25-17        |

### Coppa di Svizzera

#### Fase a eliminazione diretta
| Ottavi di finale - 12 gennaio 2020 Betoncoupe Arena, Schönenwerd | Schönenwerd | 3 - 0 | Chênois | 25-11, 26-24, 25-22 |

## Statistiche

### Statistiche di squadra
| Competizione      | Punti | In casa | In casa | In casa | In trasferta | In trasferta | In trasferta | Totale | Totale | Totale |
| Competizione      | Punti | G       | V       | P       | G            | V            | P            | G      | V      | P      |
| ----------------- | ----- | ------- | ------- | ------- | ------------ | ------------ | ------------ | ------ | ------ | ------ |
| Lega Nazionale A  | 29    | 10      | 7       | 3       | 10           | 4            | 6            | 20     | 11     | 9      |
| Coppa di Svizzera | -     | 0       | 0       | 0       | 1            | 0            | 1            | 1      | 0      | 1      |
| Totale            | -     | 10      | 7       | 3       | 11           | 4            | 7            | 21     | 11     | 10     |

G = partite giocate; V = partite vinte; P = partite perse

### Statistiche dei giocatori
Dati non disponibili.